# Svenska Ducatiklubben

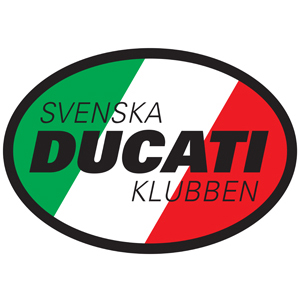
Svenska Ducatiklubbens logga

Svenska Ducatiklubben är en ideell förening för entusiaster kring motorcykelmärket Ducati i Sverige. Klubben grundades 1983 och är med sina cirka 1 300 medlemmar världens näst största Ducatiklubb. Föreningens medlemstidning heter Cucciolo och kommer ut med fyra nummer per år.